# Pend Oreille County
Pend Oreille County je okres ve státě Washington ve Spojených státech amerických. K roku 2010 zde žilo 13 001 obyvatel. Správním městem okresu je Newport. Celková rozloha okresu činí 3 691 km².